# Сюй Хайдун
Сюй Хайдун (кит. 徐海東; 17 июня 1900 — 25 марта 1970) — генерал Народно-освободительной армии Китая.
Сюй был известен тем, что во время гражданской войны в Китае и Второй японо-китайской войны руководил своими людьми с передовой. Его подвиги принесли ему прозвище «Тигр Сюй». Он был девять раз ранен в бою, а после того, как заболел туберкулезом, последние восемнадцать лет своей жизни был частично прикован к постели. Сюй выступал против радикальной политики «культурной революции» и был преследуем до смерти последователями Мао Цзэдуна, Линь Бяо и «Банды четырех».

## Ранняя жизнь
Сюй родился в деревне Сюйцзяцяо, уезд Даву, Хубэй. Он был шестым сыном в семье из десяти детей. Его отцом был Сюй Чжунбэнь (徐重本), а мать запомнилась только по фамилии Ву (吴). Когда родился Сюй Хайдун, его отец понял, что мать Сюя слишком стара, чтобы ухаживать за Сюем, и попросил мать бросить Сюя в пруд, чтобы тот утонул. Мать Сюя отказалась убить Сюя и наняла свою невестку, чтобы та ухаживала за Сюем.
Семья Сюя была бедной, и Сюй не получал никакого образования до девяти лет, когда его отправили в начальную школу, где преподавал его дядя. Большинство учеников в школе были из богатых семей и дразнили Сюя прозвищем «вонючий тофу». Когда ему было двенадцать лет, Сюй был исключен из школы после того, как он ранил богатого одноклассника, который издевался над ним.
Поскольку его родители были пожилыми, они не могли содержать Сюя после его изгнания, и он был вынужден вернуться домой и работать на семейной печи. Сюй работал на печи в течение нескольких лет. Он также разводил уток и работал на фабрике, чтобы прокормить себя и свою семью. В 1921 году Сюй ушел из дома и стал профессиональным военным.

## Военная карьера

### Начало карьеры
Став профессиональным военным, Сюй в течение шести лет служил в различных военных формированиях, созданных местными военачальниками, и в националистической армии. В 1925 году Сюй вступил в Коммунистическую партию Китая (КПК) и участвовал в Северном походе. После Шанхайской резни 1927 года Сюй бежал из националистической армии и начал организовывать отряд партизанского сопротивления в Хубэе.
В августе 1927 года Сюй возглавил восстание в своем родном районе Хуанпин, известное как «восстание Мачэн». Восстание Сюя было одним из «Восстаний осеннего урожая», более широкой серии крестьянских восстаний по приказу ЦК КПК. Первоначально к Сюю присоединились 27 местных крестьян. Первая атака Сюя была успешной: он разгромил местное ополчение, захватил местное оружие и припасы. Силы под командованием Сюя выросли до 60 человек, прежде чем были разбиты правительственными войсками в 1927 году. Правительственные войска попытались схватить Сюя, но ему удалось бежать. В конце 1929 года Сюй присоединился к группе коммунистических партизан, действующих в районе границы между Хубэй и Хэнань.

### Китайская гражданская война
После вступления в Красную армию Сюй быстро поднялся в военных рядах Хунань-Хубэй-Цзянсиского совета. Первое серьезное ранение Сюй получил в 1931 году во время боя с националистическими войсками, когда он был дважды ранен из пулемета и впал в кому. Сюй был повышен до командира батальона, командира полка, командира дивизии и к началу 1930-х годов был командующим 25-й армией. Большая часть военной деятельности Сюя проходила в районе гор Даби. В 1934 году, чтобы избежать Пятой окружной кампании Чан Кайши, коммунисты приняли решение оставить свои базы в юго-восточном Китае, начав «Великий поход».
Сюю было приказано охранять тыл отступающих коммунистов, но вскоре после начала эвакуации он потерял связь с остальными частями Красной армии и самостоятельно повел свои войска на север. В сентябре 1934 года войска Сюя окончательно эвакуировали свой собственный базовый район и в июне 1935 года достигли района реки Вэйхэ, вокруг города Сиань. После прибытия в коммунистический базовый район Шэньси Сюй был назначен командиром 15-го армейского корпуса. К концу «Великого похода» националисты предлагали 250 000 серебряных долларов за убийство Сюя.
В феврале 1936 года Сюй и Лю Чжидань (который был убит во время операции) повели 34 000 коммунистических партизан на юго-запад Шаньси, где правил националистически настроенный военачальник Янь Сишань. После вступления в Шаньси силы Сюя пользовались массовой поддержкой населения, и, хотя они были в меньшинстве и плохо вооружены, им удалось занять южную треть Шаньси менее чем за месяц. Стратегия партизанской войны Сюя была чрезвычайно эффективной и деморализующей для войск Яня, которые неоднократно становились жертвами внезапных нападений. Сюй хорошо использовал сотрудничество с местными крестьянами, чтобы ускользнуть и легко обнаружить силы Яня. Когда подкрепления, присланные центральным правительством, заставили Сюя отступить из Шаньси, Красная армия спаслась, разделившись на небольшие группы, которые активно снабжались и скрывались местными сторонниками. Сам Янь признал, что его войска плохо сражались во время кампании. После отступления коммунистов из Шаньси националистические войска остались в Шаньси, чтобы сдерживать дальнейшую партизанскую деятельность.
В 1936 году Сюй познакомился с американским журналистом Эдгаром Сноу, который посетил Яньань, чтобы взять интервью у известных коммунистических командиров. В своей книге «Красная звезда над Китаем» Сноу написал, что среди коммунистов в Яньани не было более известного и загадочного, чем Сюй Хайдун.
Мао Цзэдун однажды сказал: «Среди китайских революционеров никто не пролил больше крови, чем семья Сюй Хайдуна», утверждая, что во время кампании националистов по подавлению коммунистов 66 членов семьи Сюя были убиты в результате политики националистов по истреблению клана Сюя.

### Вторая японо-китайская война
После начала Второй японо-китайской войны Сюй был назначен командиром 344-й бригады 115-й дивизии Восьмой дорожной армии (фактически это было понижение в должности). Сюй вновь вошел в Шаньси в 1937 году и принял участие в битве при Пинсингуане, в которой объединенные силы националистов и коммунистов успешно задержали Императорскую армию Японии от оккупации Шаньси. После того, как японцы продвинулись дальше в Шаньси, Сюй продолжал руководить партизанскими операциями в горной местности Шаньси и западной части Хэбэя.
В августе 1938 года Сюй заболел туберкулезом и был отозван в Яньань для лечения. В сентябре 1939 года Сюй присоединился к войскам под командованием Лю Шаоци, служа заместителем командующего Новой четвертой армии в центральном Китае, к северу от реки Янцзы. Сюй успешно сдерживал японские силы, действующие в центральном Китае, способствуя попыткам коммунистов создать антияпонскую базовую зону в восточной части Аньхой.
После ряда военных побед в центральном Китае туберкулез Сюя стал серьезно изнурять его (однажды Сюй впал в кому на три дня), и в 1940 году он был вынужден уйти с фронта. Остаток жизни Сюй провел, восстанавливаясь после туберкулеза. Когда в 1947 году в Китае возобновилась гражданская война, Сюй был назначен организатором тылового обеспечения Красной армии, но не смог выполнить задание из-за состояния здоровья.

### Поздняя карьера
В 1955 году Сюй был одним из десяти офицеров, получивших звание генерала НОАК, или Да Цзян (大将), — первый случай, когда было установлено звание генерала НОАК. Сюй продолжал работать в Народно-освободительной армии, но из-за состояния здоровья был лишь полуактивным. Сюй был главным редактором книги «Военная история Красной 25-й армии».
После основания Народной Республики Сюй не соглашался со многими политическими решениями Мао Цзэдуна, но не был репрессирован в течение десятилетий. На Лушаньском пленуме 1959 года Сюй встал на сторону Пэн Дэхуая, выступив против «Большого скачка вперед» Мао: экономической программы, которая вызвала искусственный голод, в результате которого десятки миллионов людей умерли от голода. Пэн был репрессирован за противодействие экономической политике Мао, но Сюй выжил. В 1966 году Сюй снова выступил против радикальной политики Мао в начале Культурной революции. Сюй особенно не одобрял практику Мао нападать на карьерных членов партии с большим стажем поддержки партии и армии. Несмотря на свою оппозицию Культурной революции, в апреле 1969 года Сюй был выдвинут в качестве полноправного представителя партии на IX съезде Коммунистической партии Китая.
После IX съезда оппозиция Сюя «Культурной революции» была признана радикальными маоистами Китая. 25 октября 1969 года Сюй был подвергнут репрессиям как «антипартийный элемент», а он и его семья были насильно высланы в Чжэнчжоу, Хэнань. Последователи Мао Цзэдуна, Линь Бяо и «Банда четырех», предположительно руководили чисткой Сюя. Чистка Сюя была физически и психологически жестокой, вплоть до «пыток». После переезда Сюй был вынужден жить в холодном, сыром доме, и ему было отказано в медицинской помощи в связи с его болезнью. Сюй умер через несколько месяцев после чистки, 25 марта 1970 года.
Сюй был посмертно реабилитирован Дэн Сяопином 25 января 1979 года. Он был одним из восьми великих офицеров, репрессированных во время правления Мао Цзэдуна, которые были реабилитированы после прихода к власти Дэна.